# Pop!pop!
Pop!pop!（ポップ ポップ）とはラジオ沖縄で放送している音楽チャート番組である。2009年3月まで放送していた、「J-POP ベスト10」、「ROCKS POP10」を合体した形で放送を開始した。尚、前2番組同様琉球新報にてランキングされたものを毎週水曜日に掲載している。

## 放送時間
- 開始時 - 2012年3月まで：土曜24:00 - 25:00[1][2]
- 2012年4月 - ：日曜22:00 - 23:00

## 出演者
- 新里亜矢（番組AD）（放送開始から出演）
- 小橋川響（ラジオ沖縄アナウンサー）（放送開始から出演）